# Đà Sơn
Đà Sơn là một xã thuộc huyện Đô Lương, tỉnh Nghệ An, Việt Nam.

## Địa lý
Xã Đà Sơn nằm trong khu vực trung tâm của huyện Đô Lương, có vị trí địa lý:
- Phía bắc giáp thị trấn Đô Lương
- Phía đông giáp xã Lạc Sơn
- Phía nam giáp xã Trung Sơn
- Phía tây giáp huyện Thanh Chương.

Xã Đà Sơn có diện tích 4,27 km², dân số năm 1999 là 7.112 người, mật độ dân số đạt 1.666 người/km².

## Hành chính
Xã Đà Sơn được chia thành 6 xóm: 1, 2, 3, 4, 5, 6.

## Lịch sử
Năm 1953, xã Thuần Trung được tách ra thành ba xã Đà Sơn, Trung Sơn, Thuận Sơn.
Xã Đà Sơn gồm hai làng Bột Đà và Phượng Kỷ.
Thời Nhà Lý, Bột Đà là phủ lỵ của Tri Châu Nghệ An Lý Nhật Quang và trở thành một trung tâm quân sự, kinh tế và văn hóa của Nghệ An đầu đời Lý.
Thời nhà Nguyễn, Bột Đà là phủ lỵ của phủ Anh Đô.

## Kinh tế
Ngành nghề chủ yếu ở xã là buôn bán tiểu thương, dịch vụ nhà hàng, nông nghiệp.
Xã Đà Sơn trước đây có hai chợ: chợ Điếm họp buổi sáng (do ngày trước có 1 điếm canh, tên quen gọi là chợ Đà Sơn) và chợ Hôm họp buổi chiều, nay chỉ còn chợ Hôm họp cả hai buổi.
Xã Đà Sơn là một trong những nơi buôn bán khá sầm uất và có nhiều công trình 
được xây dựng hạ tầng quan trọng trên Rú Kiêng của huyện Đô Lương như: 
- Trường THPT Đô Lương 1
- Trường THCS Lý Nhật Quang
- Nghĩa Trang quốc tế Đô Lương
- Bệnh viện Đa khoa huyện Đô Lương,...

## Văn hóa
Trước đây ở xã có làng Phượng Kỷ nổi tiếng với nghề làm gạch ngói, nhưng nay quy mô làng nghề ngày càng thu hẹp.
Làng Bột Đà có nhiều địa danh gắn liền phủ lỵ của Lý Nhật Quang như: xóm Phật Kệ, xóm Phủ, xóm Khê, xóm Ao, cánh đồng Cửa, cánh đồng Lũy, cánh đồng Nhà Heo, Nương cháy, Ao Mặt, giếng Khê,...
Làng Bột Đà có các công trình thờ Phật được xây dựng từ thời Lý như: chùa Linh Sơn ở Rú Kiêng, chùa Bụt và tháp chuông hai tầng cùng đền thờ Lý Phật Quang ở Rú Đà. Đặc biệt, dưới chân Rú Đà, sát mặt nước sông Lam có miếu thờ Bà Chúa Liễu Hạnh, một trong tứ Thánh bất tử của người Việt cổ được xây dựng từ thời Lý.
Hiện nay, các công trình nói trên chỉ còn lại chùa Linh Sơn và ngôi miếu cổ. Một công trình vĩ đại được xây đắp từ thời Lý là đê ngăn lũ ở làng Phượng Kỷ nối từ chân Rú Sỏi ở xã Lưu Sơn đến chân Rú Đà, sau đó nối tiếp đến chân Rú Nợng rồi chạy thẳng xuống chân Rú Sy. Sau khi công giáo được truyền bá vào Việt Nam, một nhà thờ đạo công giáo được xây dựng dưới chân Rú Đà, ngoài đê ngăn lũ, trong địa phận xóm Phật Kệ. Từ đó, xóm Phật Kệ tách làm hai, nửa trên giáp Rú Đà là xóm Đà Lam của người công giáo, nửa dưới vẫn mang tên Phật Kệ như trước đây.

### Di tích lịch sử
- Đền Bột Đà: thờ Đức Thánh Thiên Giám, ở chân núi Già: Núi Già từ đầu thời Lý đã là trung tâm phật giáo của tỉnh Nghệ An, nơi đây có viện, chùa,... quy mô lớn. Sau khi Lý Nhật Quang làm tri châu, ông chọn Bạch Đường làm phủ lỵ. Tuy nhiên, khi Lý Đạo Thành vào quản châu Nghệ An ông lại cho phát triển vùng Phật Kệ thành trung tâm chính trị, văn hoá lấy Phật giáo làm tôn giáo chính. Hiện đền Bột Đà chỉ còn là 1 am nhỏ, tuy nhiên địa thế rất đẹp, hướng ra dòng sông Lam.
- Nhà thờ giáo hạt Bột Đà: Nằm tại thôn Bột Đà, là trụ sở của quản hạt Bột Đà, thuộc giáo phận Vinh, giáo hạt Bột Đà quản các xứ: Bột Đà, Cây Chanh, Lãng Điền, Quan Lãng, Sơn La, Trung Hoà, Yên Lĩnh, Yên Phúc.
- Di tích truông Cồn Đọi: Nằm ở khu vực từ đường Quốc lộ 46, giáp với thị trấn Đô Lương hiện nay đến trường Trung học cơ sở Lạc Đà, gắn với phong trào Xô Viết Nghệ Tĩnh năm 1930-1931.

## Danh nhân
- Anh hùng quân đội Nguyễn Quốc Trị
- Anh hùng quân đội Nguyễn Quốc Thất.

## Giao thông
Xã Đà Sơn có 2 tuyến đường quốc lộ 15 và 46 chạy qua.